# 松田協輔
松田 協輔（まつだ きょうすけ、文久2年8月1日（1862年8月25日） - 没年不詳）は、日本の検事。広島県尾道市長。

## 経歴
周防国佐波郡串村（現在の山口県山口市）出身。1885年（明治18年）に司法省法学校を卒業し、翌年に広島始審裁判所詰の検事補となった。1887年（明治20年）、判事登用試験に合格し、検事となった。以後、広島地方裁判所検事、尾道区裁判所検事、広島控訴院検事、佐賀地方裁判所検事正、名古屋控訴院検事、仙台地方裁判所検事正、長崎控訴院検事、福岡地方裁判所検事正、名古屋地方裁判所検事正、樺太地方裁判所検事正、広島地方裁判所検事正、長崎地方裁判所検事正、安濃津地方裁判所検事正、大審院検事などを歴任した。
退官後の1927年（昭和2年）より尾道市長を務めた。

## 栄典
- 1923年（大正12年）6月1日 - 従三位[5]

## 親族
- 藤沼庄平 - 長女の夫。東京都長官、内閣書記官長、貴族院議員。